# Kamienica pod Lwem w Krakowie
Kamienica pod Lwem (także Kamienica Boreckiego, Kamienica Koczowiczowska, dawniej Zajazd "Pod Lwem") – zabytkowy budynek znajdujący się w Krakowie, w dzielnicy XIII przy ulicy Józefińskiej 4, w Podgórzu.
Klasycystyczny budynek pochodzi przypuszczalnie z końca XVIII wieku (ok. 1785), przebudowany na początku XIX wieku. W II połowie XIX wieku przebudowano dach z łamanego na czterospadowy. Zachowany został wystrój fasady z dużą płaskorzeźbą lwa, jak również zabytkowe sklepienia na parterze i I piętrze.
Budynek pełnił funkcję zajazdu przy granicznym moście Karola (a później Podgórskim) pomiędzy Austrią a Krakowem.